# Semion Șoihet
Semion Șoihet (în rusă Семён Михайлович Шойхет; n. 1 ianuarie 1931, Dubăsari, RSS Ucraineană, URSS – d. 24 decembrie 2010, Germania) a fost un arhitect sovietic și moldovean. 

## Biografie
S-a născut în orașul Dubăsari din RASS Moldovenească, RSS Ucraineană, URSS (actualmente în Transnistria, Republica Moldova). A crescut la Voronej. Odată cu începutul celui de-Al Doilea Război Mondial, tatăl său, Mihail (1905-1942), a fost trimis pe front și a murit curând, iar familia (mama și cei trei copii) a fost evacuată în Asia Centrală și s-a întors în Dubăsari după război. În anii 1951-1956 a studiat la Facultatea de Arhitectură a Institutului Politehnic din Tașkent, apoi a lucrat în construcții de căi ferate în Akmolinsk și, ulterior, s-a întors din nou în RSS Moldovenească.
În calitate de arhitect de frunte, a participat la dezvoltarea planurilor generale pentru dezvoltarea a șapte orașe ale republicii (Cahul, Comrat, Bender, Dubăsari, Rîbnița, Tiraspol și Leova), ulterior la Planul Urbanistic General al Bălțiului, precum și planul general pentru dezvoltarea Chișinăului și a localităților adiacente (1969). Timp de mai bine de cincizeci de ani a lucrat la institutul de proiectare „Urbanproiect” din Chișinău (în trecut Moldgiproselstroi și Moldgiprostroi), unde a fost arhitectul-șef al institutului.
A fost, de asemenea, autorul proiectelor pentru Circul de Stat din Chișinău (1981, pentru proiectul căruia a fost distins cu Premiul de Stat al RSSM în 1984), Palatul de Cultură al Feroviarilor (împreună cu Boris Vaisbein), clădirea Ministerului Agriculturii (cu Vaisbein, în prezent Liceul Teoretic Român-Francez „Gheorghe Asachi”), Casa Presei (cu Vaisbein), Banca Națională (cu Vaisbein), monumentul prizonierilor ghetoului de la Chișinău (str. Ierusalim, pe locul fostelor porți ale ghetoului, sculptor Naum Epelbaum, 1992), complexul memorial al victimelor pogromului de la Chișinău din 1903 în parcul Alunel (sculptor Naum Epelbaum, 1993), reconstrucția memorialului „Eternitate” (2006), monumentul șoferilor (2007), etc.
Pe lângă proiectele din Chișinău, a proiectat piețele centrale din Tiraspol și Bender, memorialul victimelor fascismului din Dubăsari, monumentul victimelor ghetoului din Rîbnița (2003), obeliscul gloriei „capul de pod Chițcani”, complexul memorial „Capul de pod Șerpeni” lângă satul omonim (la împlinirea a 60 de ani de la operațiunea Iași-Chișinău, 2004), case de cultură din Bender (cu Valentin Mednec, 1962), Strășeni, Orhei, o serie de clădiri din aceste orașe și din alte orașe ale Moldovei.
În anii 1993-2004, a condus Asociația Organizațiilor și Comunităților Evreiești din Moldova. A fost autorul cărții „Arhitectura Moldovei sovietice” (cu A. Kolotovkin și Iosif Eltman, Moscova, 1987), articole științifice despre arhitectura republicii.
A fost distins cu titlu de „Arhitect emerit” al RSS Moldovenești, laureat al premiului de Stat al RSSM în domeniul literaturii, artei și arhitecturii (1984), Ordinul „Gloria Muncii” (1995) și Ordinul de Onoare (2004).

## Autor de proiecte

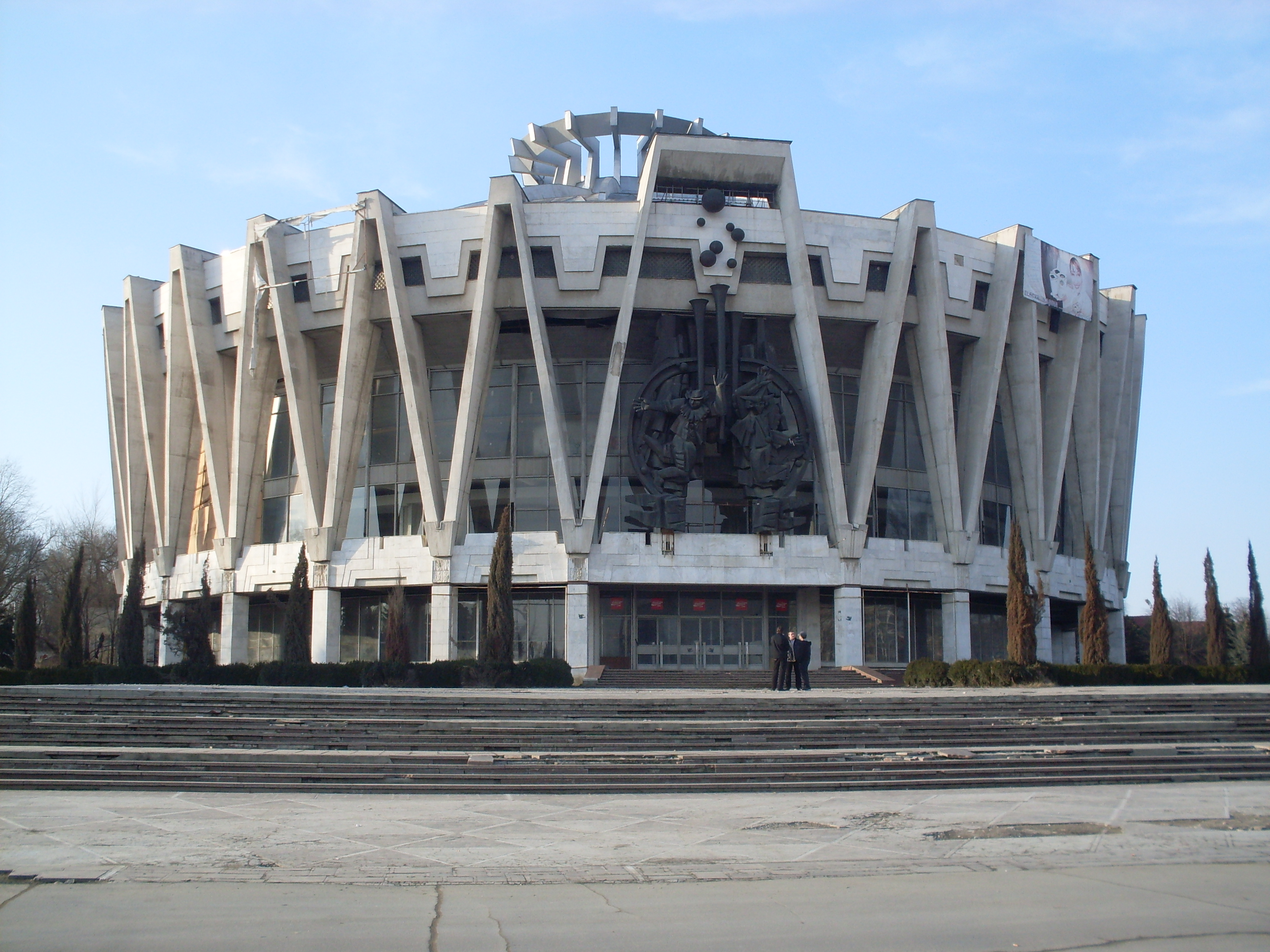
Circul din Chișinău
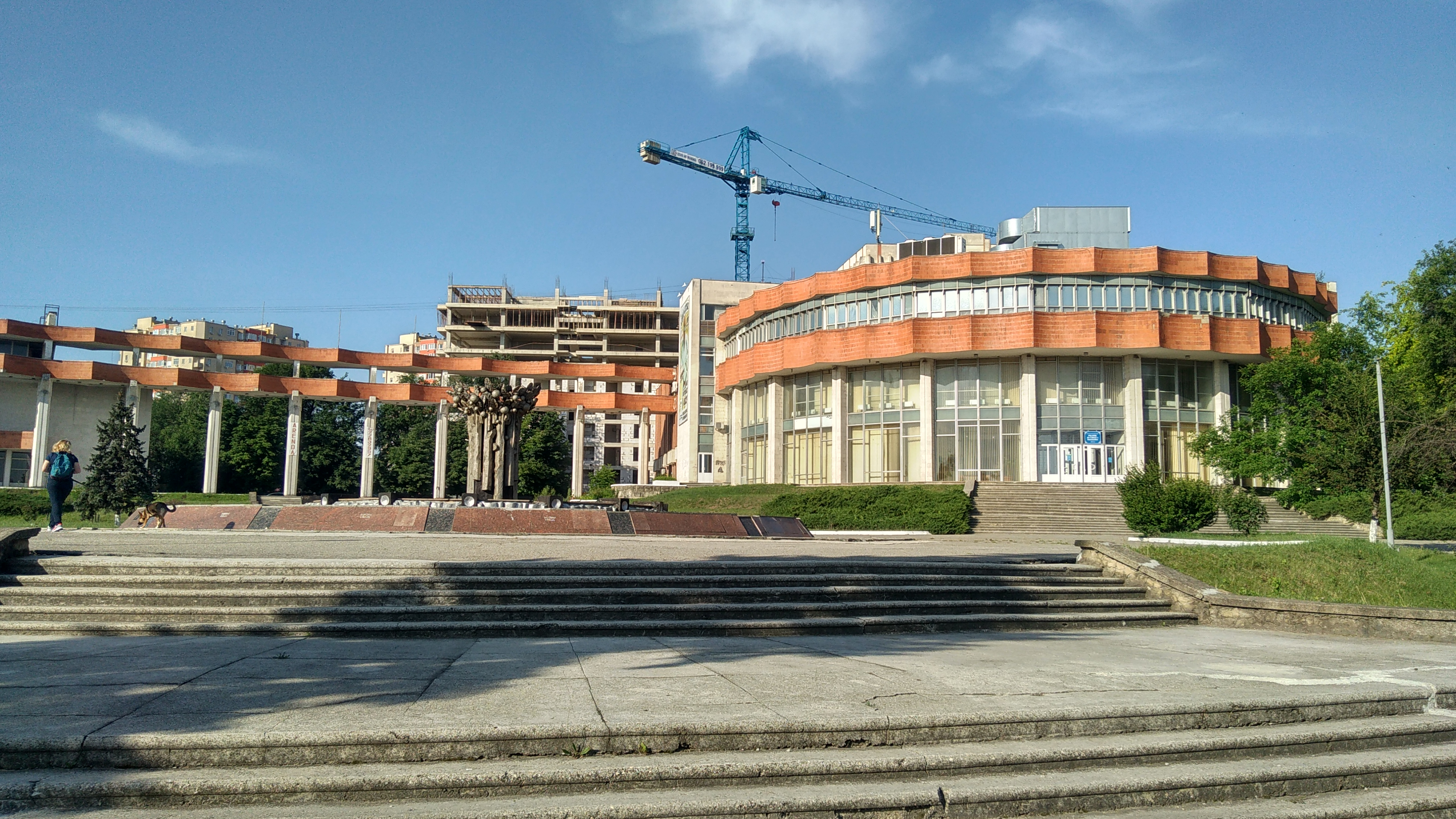
Palatul de Cultură al Feroviarilor din Chișinău
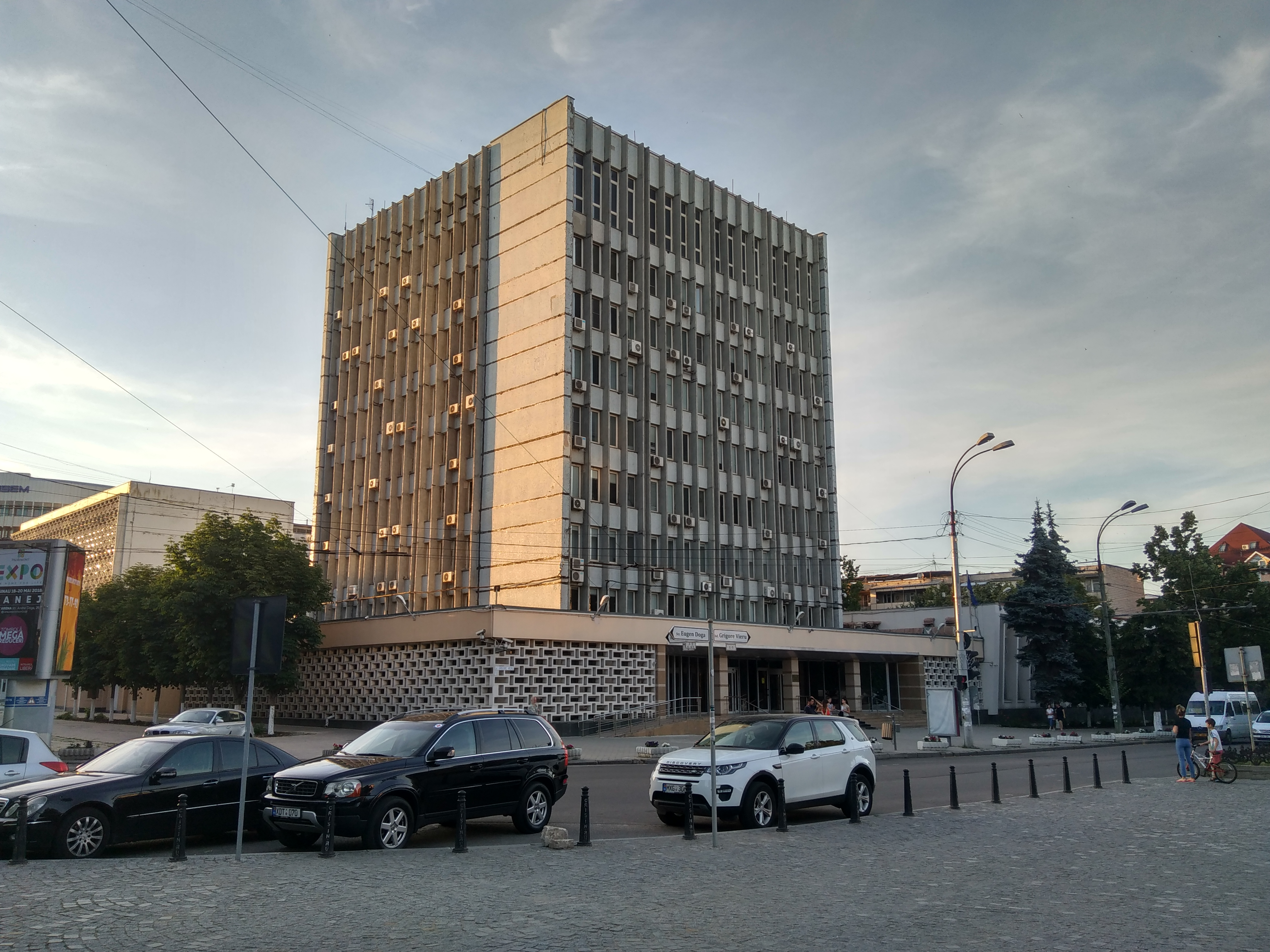
Sediul central al BNM
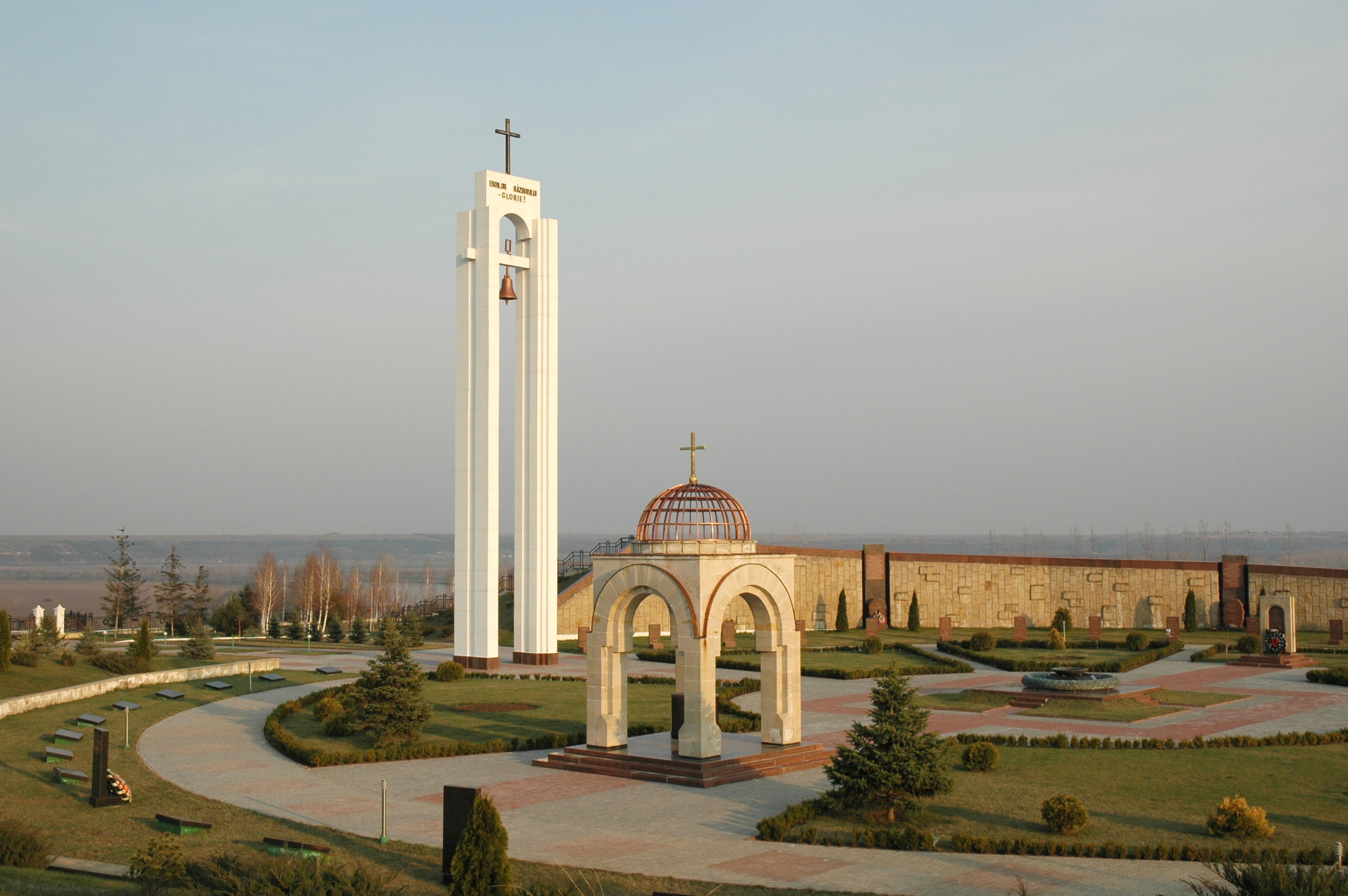
Memorialul „Capul de pod Șerpeni”
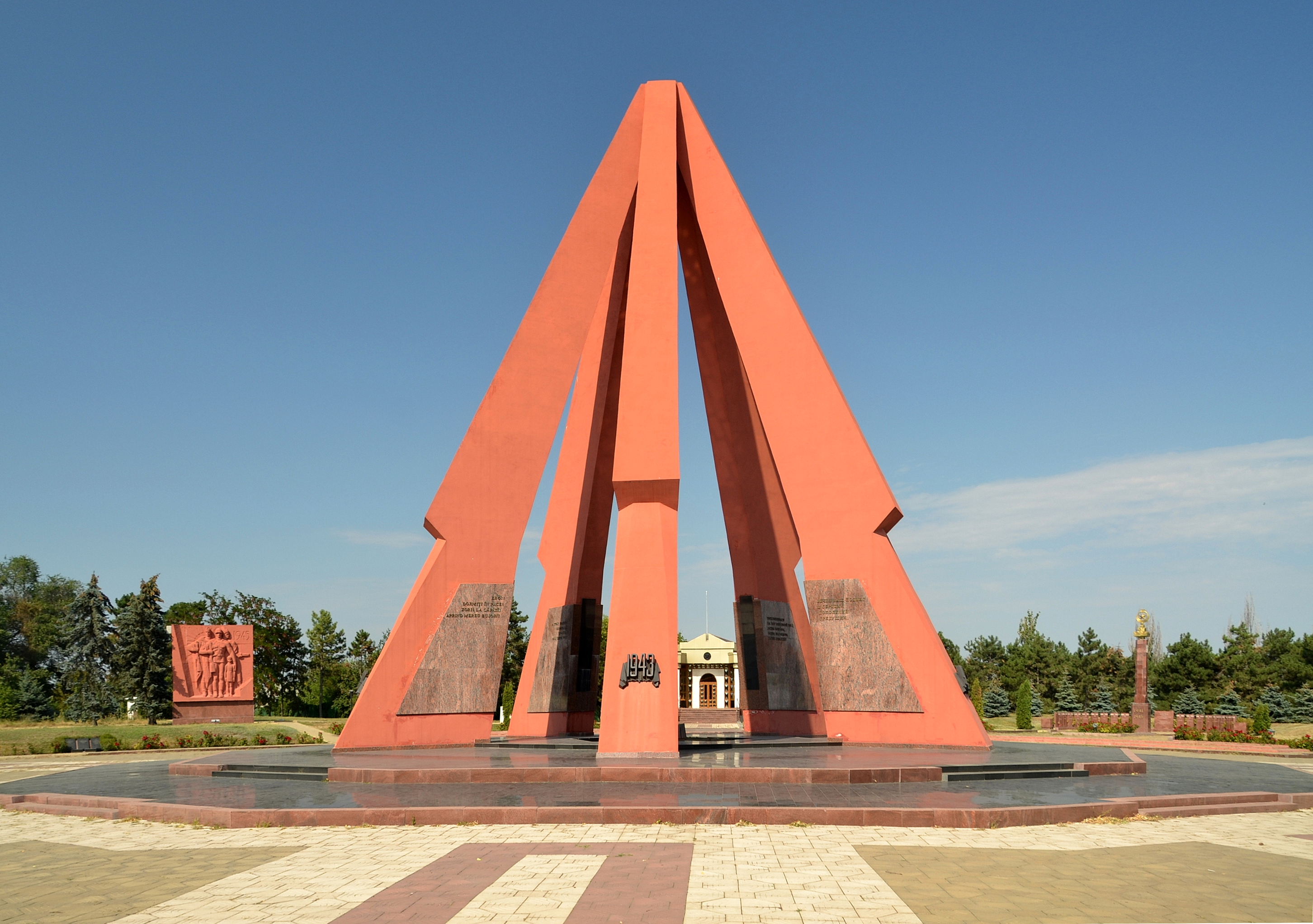
Memorialul „Eternitate” din Chișinău
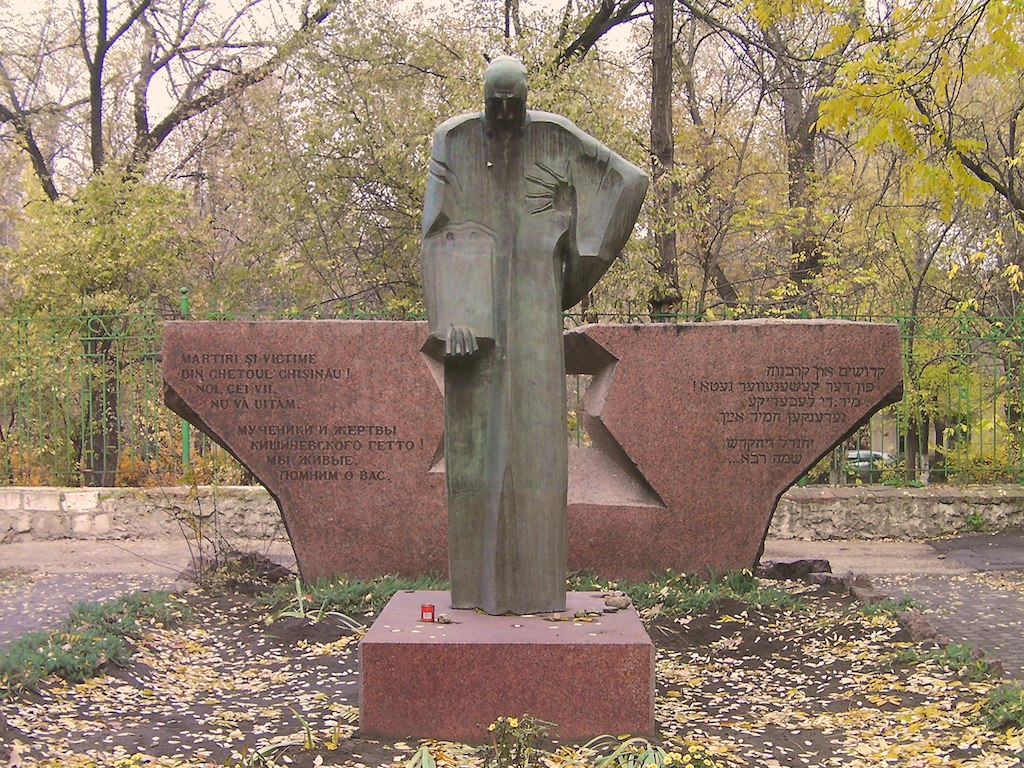
Monumentul victimelor ghetoului evreiesc din Chișinău